# Miguel Ángel Gómez Martínez
Pour les articles homonymes, voir Gómez et Martínez.
Gómez  Martínez est un nom espagnol. Le premier nom de famille, en général paternel, est Gómez ; le second, en général maternel, souvent omis, est Martínez.
Miguel Ángel Gómez Martínez, né le 17 septembre 1949 à Grenade et mort le 4 août 2024 à Malaga, est un chef d'orchestre espagnol.

## Biographie
Miguel Ángel Gómez Martínez naît le 17 septembre 1949 à Grenade,, dans une famille de musiciens. Il dirige son premier concert à l'âge de sept ans, à Grenade, dans le cadre du festival international de musique,. Il obtient son diplôme de professeur de piano au conservatoire de Grenade à l'âge de 13 ans. 
Il fait ses débuts de chef d'orchestre en 1973 en Autriche et se produit deux ans plus tard en Espagne au festival de musique et de danse de Grenade. Entre 1976 et 1982, il est le premier chef d'orchestre de l'Opéra de Vienne, qui le nomme également chef invité permanent.
En Espagne, il dirige l'orchestre symphonique de la radio-télévision espagnole entre 1984 et 1987, date à laquelle il assume la direction musicale du Teatro de la Zarzuela. Il est également chef principal de l'Orchestre Euskadi  de 1889 à 1993 et de l'Orchestre de Valence de 1997 à 2004.
Il est connu pour Rigoletto (2013), Tal cual (1988) et ¡Atención obras! (2013). Il est marié à Alessandra Ruiz-Zuñiga Macías.
Miguel Ángel Gómez Martínez meurt le 4 août 2024, à 74 ans, à Malaga après une hospitalisation soudaine.